# Flypast
FlyPast est une revue britannique consacrée à la préservation du patrimoine aéronautique.

## Généralités
La revue en langue anglaise FlyPast est consacrée à l'histoire de l'aviation et à la préservation du patrimoine aéronautique. Elle s’attache à présenter les gloires aéronautiques du passé ayant volé aussi bien sous des couleurs civiles que militaires en décrivant leur processus de restauration ainsi que leur mise en œuvre par des individus ou des associations dans des meetings aériens. Les « warbirds », en français « vieux coucous militaires », ces anciens appareils de combat pour la plupart issus de la Seconde Guerre mondiale, constituent le plat de résistance de la revue. Des articles décrivant les caractéristiques techniques des principaux appareils, rappelant les exploits de leurs équipages, présentant ces appareils lors de meetings aériens ou dans des musées constituent également l’un des attraits de cette publication. 
FlyPast apparaît pour la première fois en mai 1981, sous la forme d’une parution bimestrielle qui devient mensuelle dès le numéro 4. Elle se présente sous un format A4 et comporte en moyenne entre 90 et 100 pages. Chaque numéro comprend d’excellentes photographies en couleur et noir et blanc. Plus de 20 pages sont en général consacrées aux nouvelles émanant du monde de la préservation des avions anciens dans le monde.
FlyPast parraine une série d'événements au Royaume-Uni, tels que le « cockpit-Fest » qui se tient au Newark Air Museum (en). De même, FlyPast a organisé une opération de soutien au profit de « Sally B », l'unique Boeing B-17 préservé en état de vol au Royaume-Uni. Le magazine a également servi de relais auprès de ses lecteurs afin de recueillir des fonds au profit de l’unique bombardier Avro Vulcan en état de vol dans le monde.
La revue s'impose en quelques années comme la première publication britannique en termes de tirage. Elle est éditée depuis son numéro 1 par Key Publishing (en) de Stamford, dans le Lincolnshire.

## Journalistes
Donald Hannah, Ken Ellis.